# ASPTT Nancy water-polo
L'ASPTT Nancy water-polo  est un club français de water-polo de Nancy. Cette section est intégrée au sein de l'ASPTT Nancy Meurthe et Moselle, club omnisports de la région Lorraine.

## Histoire
Pendant la saison 2010-2011, trois équipes séniors représentent le club dans les championnats de France : une féminine en national 1 et une seconde en nationale 1, ainsi qu'une masculine engagée en nationale 2.

## Palmarès féminin
- coupe d'Europe des champions :
  - 1/2 finaliste en 1995
- Championnat de France (13) :
  - Champion en 1994, 1995, 1996, 1997, 1998, 2000, 2001, 2002, 2003, 2004, 2005, 2006 et 2008
  - Vice-champion (12 fois) en ..., 2007, 2009, 2010, 2011, 2012
- coupe de France (1) :
  - Vainqueur en 2000.